# Инцаго
Инцаго (итал. Inzago) је насеље у Италији у округу Милано, региону Ломбардија.
Према процени из 2011. у насељу је живело 7973 становника. Насеље се налази на надморској висини од 141 м.

## Становништво
| 1931. | 1936. | 1951. | 1961. | 1971. | 1981. | 1991. | 2001. | 2011.  |
| ----- | ----- | ----- | ----- | ----- | ----- | ----- | ----- | ------ |
| 5.402 | 5.435 | 6.135 | 6.349 | 7.391 | 8.112 | 8.698 | 8.919 | 10.540 |